# Maison Van Bastelaer
La maison Van Bastelaer est une maison unifamiliale située en rue de Montigny dans le quartier de la Ville-Basse de Charleroi (Belgique). Elle a été construite en 1932 par l'architecte Marcel Leborgne pour l'avocat Jules Van Bastelaer.

## Histoire
Depuis 1987, il abrite les bureaux d'Espace Environnement.

## Architecture
Ce bâtiment de style Art-déco a été conçu par Marcel Leborgne en 1932. Il se caractérise par un fort esprit du XIXe siècle qui reflète la fonction que son commanditaire avait. Il s'agit en fait d'une maison de maître de Belle Epoque, en raison de l'utilisation de la pierre, de l'élément bow-window, des balcons avec des cardes en fer forgé et des fenêtres en plein cintre. Les motifs sont simplifiés et stylisés en contraste avec la nécessité de montrer la richesse du propriétaire, comme on peut le voir avec la maison Dorée. L'organisation interne est plutôt intime, typique des cottages anglais. La cage d'escalier est intégrée au grand salon familial qui est le cœur de la maison. Cet élément spatial central est sur deux niveaux, avec une galerie en mezzanine et couverte par une verrière en hauteur. Le bâtiment conserve son caractère d'origine même si son lien avec le jardin a été modifié au fil du temps,.